# Grove (Mondkrater)
Grove ist ein Einschlagkrater auf der nordöstlichen Mondvorderseite im Lacus Somniorum, südöstlich des Lacus Mortis. Nordöstlich von Grove liegen die großen Krater Hercules und Atlas.
| Buchstabe | Position          | Durchmesser | Link |
| --------- | ----------------- | ----------- | ---- |
| Y         | 37,45° N, 31,7° O | 3 km        |      |

Der Krater wurde 1935 von der IAU nach dem britischen Physiker William Grove offiziell benannt.